# War of Words
War of Words is het eerste album van de heavymetalband Fight. Het is uitgebracht in 1993.

## Tracklisting
1. "Into the Pit" - 4:13
2. "Nailed to the Gun" - 3:38
3. "Life in Black" - 4:34
4. "Immortal Sin" - 4:39
5. "War of Words" - 4:29
6. "Laid to Rest" - 4:40
7. "For All Eternity" - 4:42
8. "Little Crazy" - 3:49
9. "Contortion" - 4:35
10. "Kill It" - 3:30
11. "Vicious" - 3:11
12. "Reality, a New Beginning" - 13:18 (plus hidden track "Jesus Saves")

Alle liedjes gecomponeerd door Rob Halford.